# リチャード・モリニュー (第5代モリニュー子爵)
第5代モリニュー子爵リチャード・モリニュー（英語: Richard Molyneux, 5th Viscount Molyneux、1679年5月29日 – 1738年12月12日）は、アイルランド貴族。

## 生涯
第4代モリニュー子爵ウィリアム・モリニューとブリジット・ルーシー（Bridget Lucy、1655年頃 – 1713年4月23日、ロバート・ルーシーの娘）の長男として、1679年5月29日に生まれた。
1717年3月8日に父が死去すると、モリニュー子爵の爵位を継承した。
1738年12月12日に死去、15日にセフトンで埋葬された。息子ウィリアムが早世したため、弟ケアリルが爵位を継承した。

## 家族
1705年2月18日、メアリー・ブルーデネル（Mary Brudenell、1680年頃 – 1766年3月19日、ブルーデネル卿フランシス・ブルーデネルの娘）と結婚、1男2女をもうけた。
- ウィリアム（1706年2月15日没）
- メアリー（1752年2月5日没） - トマス・クリフトン（Thomas Clifton、1696年8月30日洗礼 – 1734年12月16日）と結婚、子供あり。1738年6月頃、ウィリアム・アンダートン（William Anderton、1744年10月17日埋葬）と再婚、子供あり
- ドロシー - ジョン・ケアリル（John Caryll）と結婚